# Saint-Just-d’Ardèche
Saint-Just-d’Ardèche település Franciaországban, Ardèche megyében. Lakosainak száma 1611 fő (2022. január 1.). Saint-Just-d’Ardèche Saint-Marcel-d’Ardèche, Saint-Martin-d'Ardèche, Pont-Saint-Esprit, Saint-Julien-de-Peyrolas, Saint-Paulet-de-Caisson, Lamotte-du-Rhône és Lapalud községekkel határos.

## Népesség
A település népessége az elmúlt években az alábbi módon változott:
| Lakosok száma | 833  | 1009 | 1078 | 1430 | 1677 | 1697 | 1684 | 1688 | 1681 | 1611 |
|               | 1968 | 1982 | 1990 | 2006 | 2013 | 2015 | 2017 | 2019 | 2020 | 2022 |